# OTO M35

## Descripció
La OTO M35 va entrar en servei en 1935, igual que la SRCM M35 i la Breda M35, representant la nova generació de granades de mà amb les quals el Regio Esercito va entrar a la Segona Guerra Mundial. Es tracta d'una granada ofensiva, composta per una carcassa d'alumini pintada de color vermell amb 36 g de trinitrotoluè, que en detonar fragmenta una esfera de plom plena de perdigons del mateix metall.
Aquesta granada és la més senzilla de la sèrie M35. L'espoleta d'impacte és accionada per una esfera de plom sostinguda entre una coberta cònica i un percussor accionat mitjançant un ressort. Una característica interessant és el disseny de l'esfera, que conté perdigons de plom, destinada a fragmentar-se en el moment de la detonació. Atès que la granada era ofensiva, els dissenyadors no desitjaven que un esquerdill d'aquesta volés lluny del lloc de la detonació i ferís al soldat que l'havia llançat. Per aquest motiu l'esfera havia de trencar-se en petits fragments en el moment de detonar. La càpsula interna conté la càrrega explosiva i el tub detonador. Un prim cèrcol de filferro manté juntes les dues meitats de la carcassa per un lloc específic, mantenint la separació a fi i efecte de no afectar el mecanisme de l'espoleta.